# 武夷岩茶

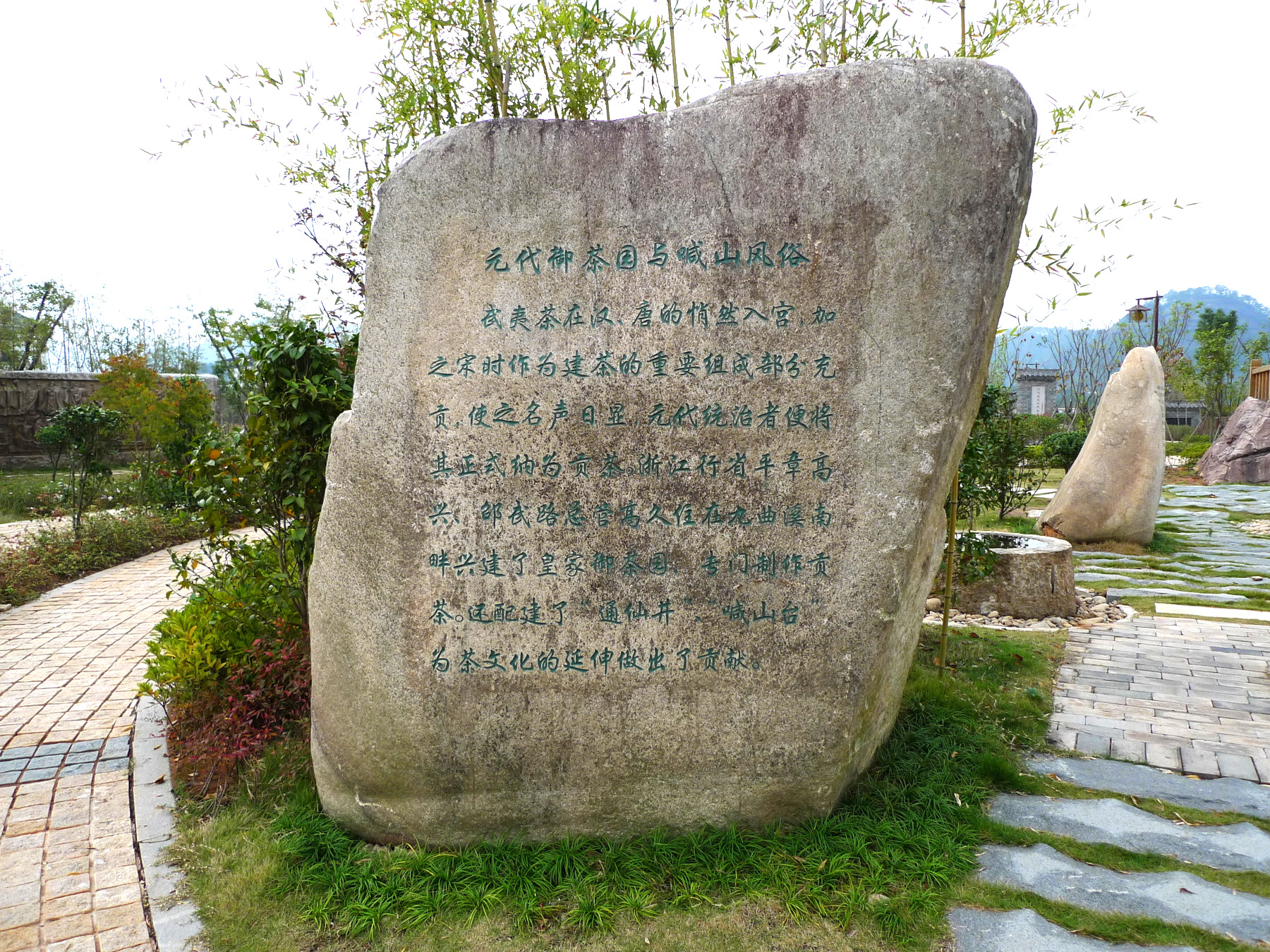
武夷山元代御茶园

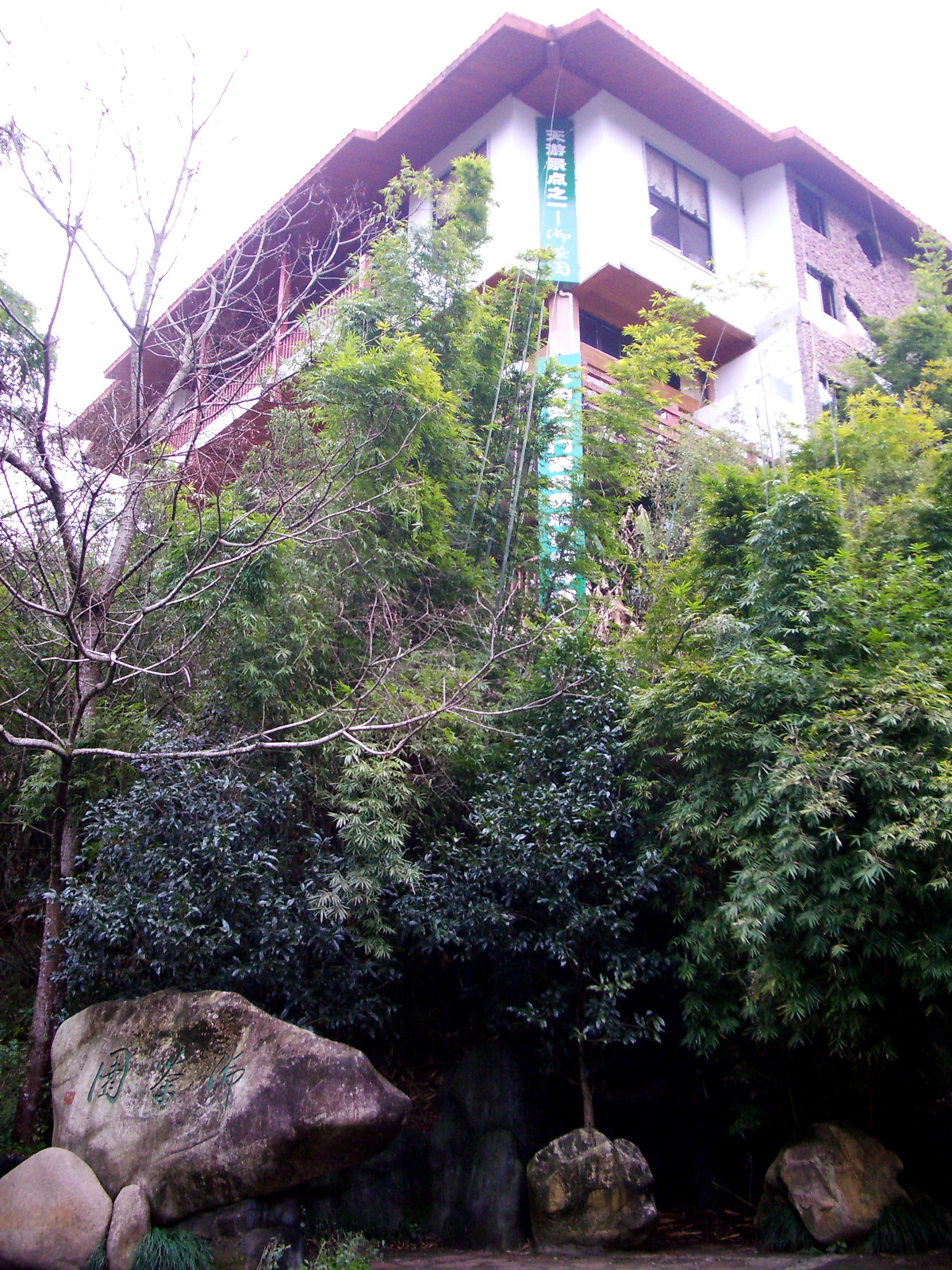
武夷山御茶園茶樓

武夷岩茶，产于中國福建省北部，屬於閩北烏龍茶。原產於武夷山风景名胜区一帶，是中國乌龙茶中之极品、中国十大名茶之一。

## 名稱
武夷山多悬崖绝壁，茶农利用岩凹、石隙、石缝，沿边砌筑石岸种茶，有「盆栽式」茶园之称。因为有“岩岩有茶，非岩不茶”之说，岩茶因而得名。
康熙二十三年（1684年），清政府將明鄭全境納入版圖后解除了海禁政策，廈門成了当时对外国人开放的四个港口之一。外国商人由此从厦门收购茶叶并转运到西方，因为闽南语的“武夷”發音近似“Bohea”，因此將武夷岩茶译作Bohea。

## 歷史
武夷岩茶自南北朝時期己開始有名氣，至唐朝時文人孫樵更美稱武夷岩茶為「晚甘侯」，亦是現時得知武夷岩茶最早的茶名。
由於武夷岩茶的名氣，元朝在武夷山設有御茶園，負責監制進貢的武夷岩茶。御茶園在明朝晚年荒廢，現時遺址上建有御茶園茶樓。

## 種類
武夷山栽种的茶树，品种繁多，有大红袍、铁罗汉、白鸡冠、水金龟“四大名枞”，其它品种还有瓜子金、金钥匙、半天腰等。此外还有以茶树生长环境命名的，如不见天、金锁匙等；以茶树形状命名的，如醉海棠、醉洞宾、钓金龟、凤尾草、玉麒麟、一枝香等；以茶树叶形命名的，如瓜子金、金钱、竹丝、金柳条、倒叶柳等；以茶树发芽早迟命名的，如迎春柳、不知春等；以成茶香型命名的，如肉桂、石乳香、白麝香等。

## 產區與等級
武夷岩茶主要分为两个产区：名岩产区和丹岩产区。若以生長位置評價武夷岩茶，則可分為三大類：
- 正岩茶：指武夷山中心地帶岩石上所種的茶，視為最高品質。
- 半岩茶：指武夷山邊緣地帶的岩石上所種的茶。
- 洲茶：泛指武夷山地區田地（而非岩石）上或沿溪兩岸所載種的茶，當地人甚少飲用，多作外銷用途。有不良商人在洲茶中混入香精等材料，假冒較優質的茶出售。